# Aspergillus ochraceoroseus
Aspergillus ochraceoroseus är en svampart som beskrevs av Bartoli & Maggi 1979. Aspergillus ochraceoroseus ingår i släktet Aspergillus och familjen Trichocomaceae.   Inga underarter finns listade i Catalogue of Life.